# Chonchi
Chonchi ist eine Stadt und Samtgemeinde (Comuna) in Chile auf der Insel Chiloé in der Región de los Lagos.

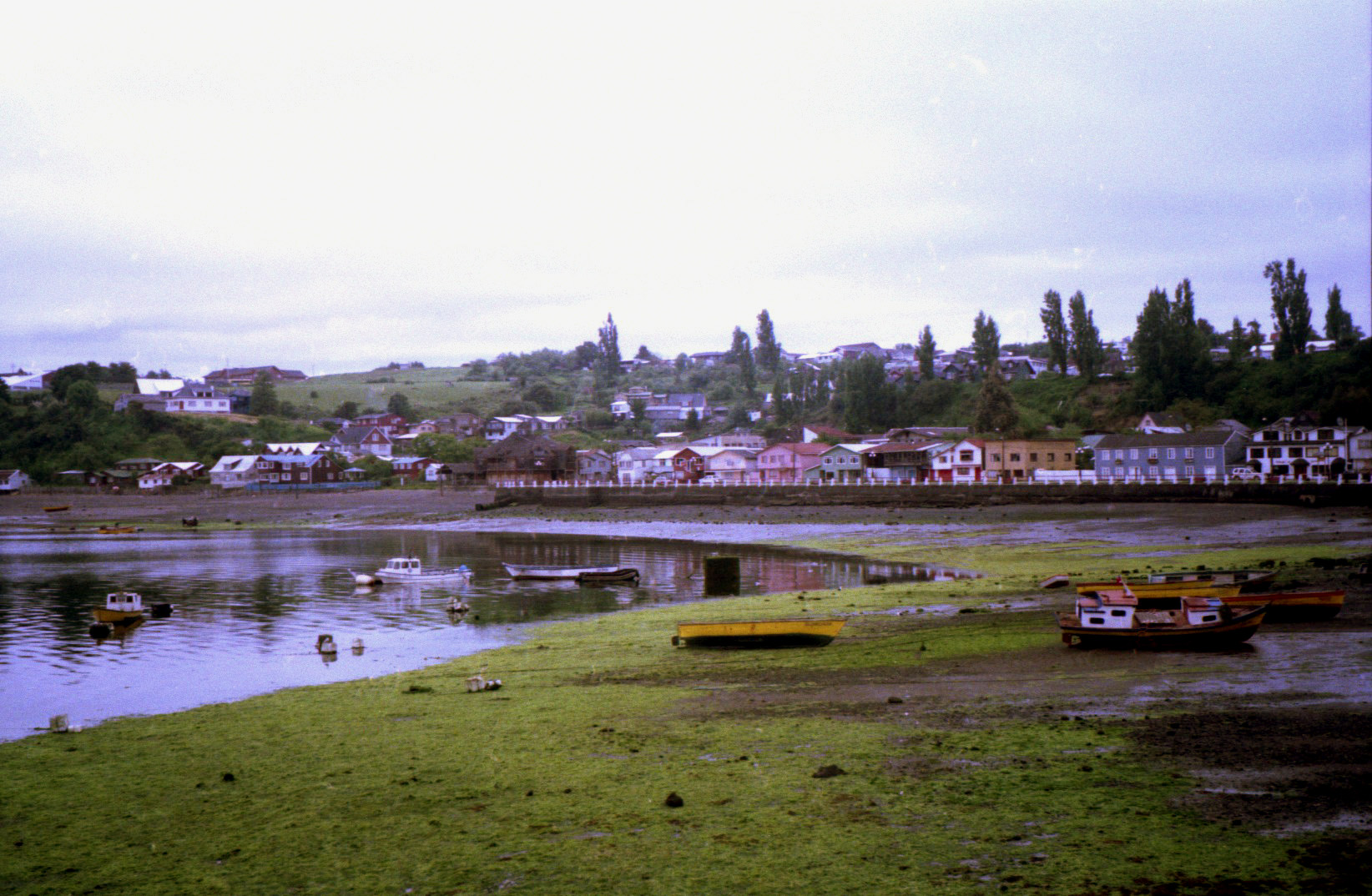
Blick auf Chonchi

## Lage und Größe
Die Samtgemeinde liegt an der Ostküste der Insel Chiloé und bedeckt eine Fläche von 1362,1 km². Sie besteht aus der Stadt Chonchi und folgenden Dörfern:
- Rauco
- Quinched
- Vilupulli
- Teupa
- Terao
- Petanes
- Notue
- Quiao
- Huillinco
- Cucao

## Bevölkerung
Der Zensus von 2002 ergab für Chonchi eine Einwohnerzahl von 12 572 Einwohnern (6453 männlichen und 6119 weiblichen Geschlechts). Von den Einwohnern lebten 4588 (36,5 %) in der Stadt Chonchi selbst und 7984 (63,5 %) in den zehn zur Gemeinde gehörenden Dörfern. Von 1992 bis 2002 stieg die Einwohnerzahl um 18,3 % (1945 Personen).

## Geschichte

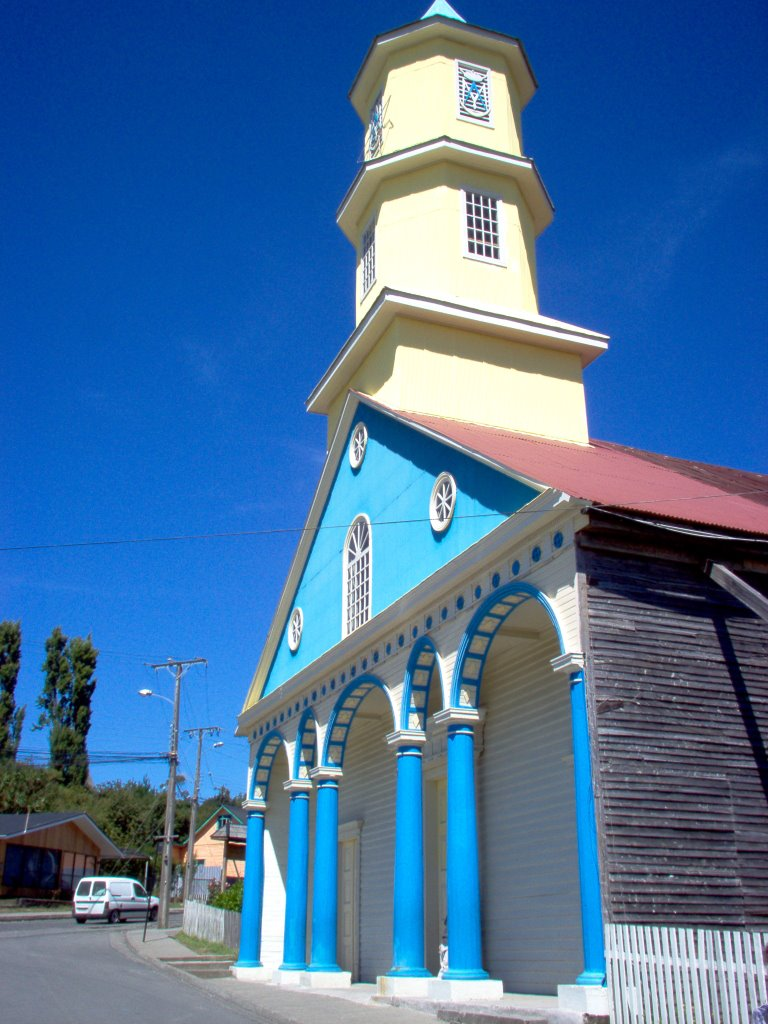
Weltkulturerbe Iglesia San Carlos de Chonchi

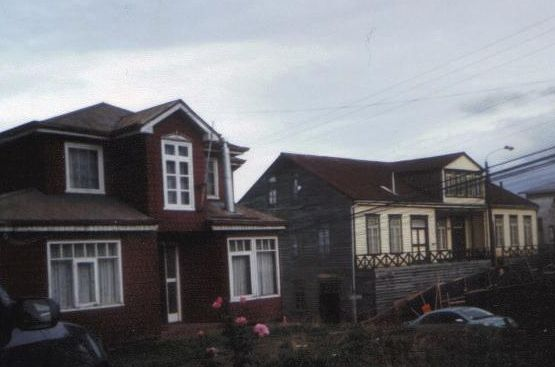
Traditionelle Architektur an der Plaza

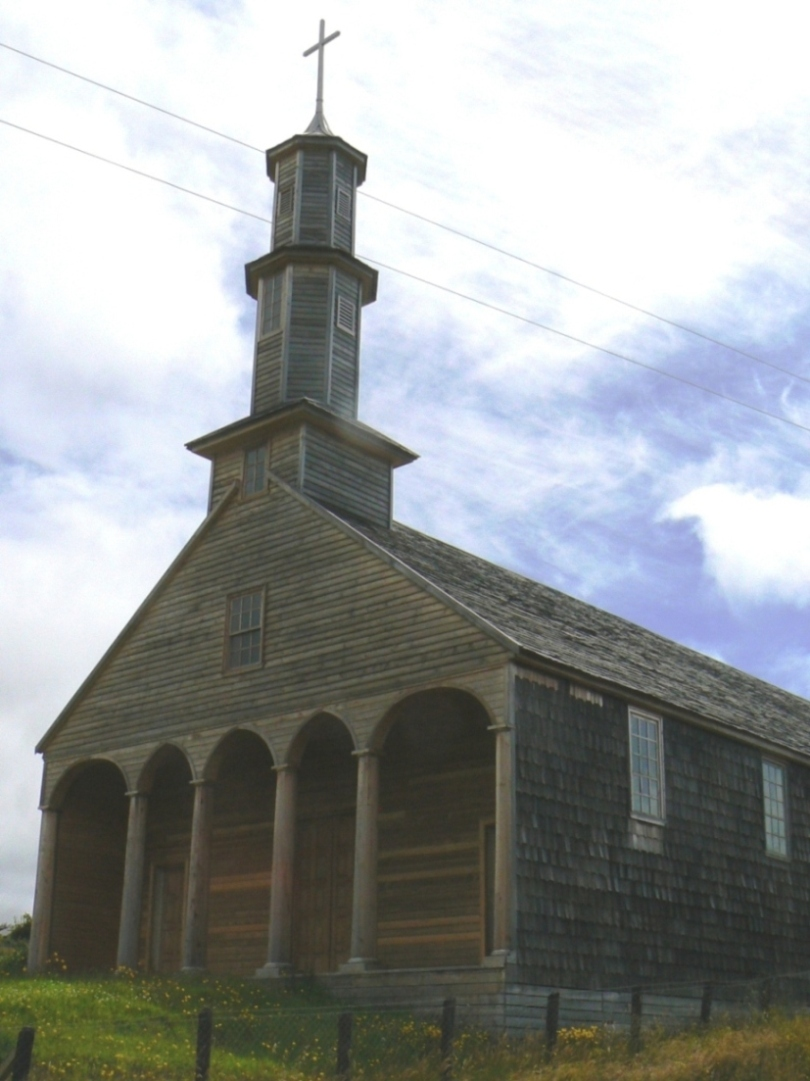
Weltkulturerbe-Kirche in Vilupulli

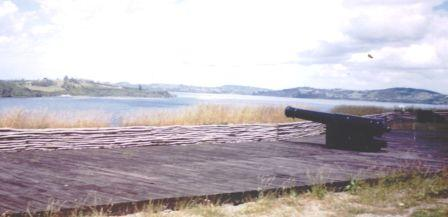
Festung Fuerte Tauco (1780)

Chonchi war anfangs eine Missionsstation der Jesuiten in einem Dorf der indigenen Huilliche mit einer Schule, in der 1755 hundertfünfzig Kinder unterrichtet wurden. Die Stadt selbst wurde 1767 auf Befehl von Don Guil y Gonzaga, des damaligen Gouverneurs der Insel Chiloé, gegründet und zählte 315 Einwohner im Jahr 1787 (80 Europäer und 235 Huilliche). Mit der Unabhängigkeit Chiles von Spanien im Jahre 1818 nahm die Bedeutung der Stadt zu. Eine Volkszählung ergab 1833, dass Chonchi der bedeutendste Ort im Süden der Insel Chiloé war. Es wurde 1836 offiziell zu einer Gemeinde erklärt. Ab 1880 kam es zu einem erheblichen Aufschwung der Forstwirtschaft auf Chiloé, von dem auch die Stadt Chonchi profitierte, und infolgedessen wurde der Hafen ausgebaut. Er diente in erster Linie der Ausfuhr von Zypressenholz und Getreide. In der Calle Centenario, die den Hafen mit dem zentralen Hauptplatz der Stadt und der Kirche verband, entstanden die ersten repräsentativen, hölzernen Wohnbauten wohlhabender Patrizierfamilien, die noch heute sehenswert sind. Am Hafen lebten viele Menschen in hölzernen Pfahlbauten. Am 21. Juni 1886 wurde in Chonchi Manuel Jesús Andrade Bórquez geboren, der die Hymne von Chiloé komponierte.
Bei der Volkszählung von 1930 ergab sich eine Einwohnerzahl von 14.546, und ab 1953 war Chonchi mit der nächsten größeren Stadt Castro durch eine gute Straße verbunden, so dass eine Busverbindung eingerichtet wurde – bis dahin war die Stadt auf die Schiffsverbindung angewiesen. Bei dem verheerenden Erdbeben von 1960 entstanden auch in Chonchi erhebliche Schäden, unter anderem wurden fast alle Pfahlbauten im unteren Teil der Stadt zerstört. Am 13. Januar 2002 fielen mehrere der zum Nationalen Kulturdenkmal erklärten Holzbauten in der Straße Calle Irarrazabal einem Großbrand zum Opfer. Gegen Ende des 20. Jahrhunderts begann in Chonchi mit dem Aufkommen der Lachszucht und der Entwicklung des Tourismus im Süden Chiles ein neuer wirtschaftlicher Aufschwung.

## Architektur und Sehenswertes
Chonchi wird auf Chiloé auch Ciudad de los Tres Pisos genannt, was "Stadt der drei Etagen" bedeutet: Bei diesem Vergleich entspricht das Gebiet am Hafen mit dem dortigen Markt Feria Artesanal dem Erdgeschoss, während die erste Etage dem etwas höher gelegenen Teil der Stadt im Bereich des Museums und die zweite Etage dem Gebiet um den Stadtplatz mit der Kirche entspricht.
- In Chonchi sind – im Gegensatz zu anderen vergleichbaren Städten der Insel Chiloé – noch zahlreiche Wohngebäude aus Holz vom Ende des 19. und dem Beginn des 20. Jahrhunderts erhalten, vor allem in der Geschäftsstraße Calle Centenario. Sie erinnern an die Zeit des Wirtschaftsbooms durch die aufblühende Forstwirtschaft. Sehenswerte ältere Wohnhäuser stehen ebenfalls an der Plaza, dem zentralen Hauptplatz der Stadt, der in Chonchi im Gegensatz zu den anderen Städten Chiloés nicht quadratisch, sondern dreieckig angelegt ist.
- Hauptattraktion der Stadt ist die Kirche San Carlos de Borromeo, eine der 16 Holzkirchen Chiloés, die von der UNESCO im November 2000 zum Weltkulturerbe erklärt wurden. Der Bau der Kirche wurde bereits in 1754 begonnen, mehrmals unterbrochen und erst 1859 vollendet.[3] Die Kirche wurde zum Schutz vor Feuchtigkeit auf einem flachen Steinsockel errichtet, und man verwendete in erster Linie das Holz der Lärche und vor allem der Südbuche, das selbst in dem feuchten Klima Südchiles nicht fault.[4] Wie bei den anderen Holzkirchen Chiloés wurde beim Bau kein einziger Nagel aus Metall verwendet, da Metall auf Chiloé sehr knapp war. Stattdessen kamen Nieten aus Holz zur Anwendung. Die Kirche wurde 1971 zum Nationalen Kulturgut erklärt und 1995–1996 erstmals umfassend renoviert. Der Turm stürzte 2002 bei einem Sturm ein und wurde 2004–2005 wieder errichtet, bei dieser Gelegenheit erfolgte eine erneute Restaurierung der Kirche, die aus drei Schiffen besteht und von dem zentralen Hauptplatz der Stadt durch einen Portikus mit fünf Bögen zu erreichen ist.
- Auf dem Gebiet der Gemeinde Chonchi wurde noch eine weitere Holzkirche zum Weltkulturerbe erklärt: San Antonio de Padua in dem Dorf Vilupulli im Norden der Gemeinde auf einem Hügel, dessen Name in der Sprache der Huilliche "Schlangenhügel"[4] bedeutet. Die Kirche, deren Turm einer der höchsten der Insel ist, wurde am 16. Januar 1872 eingeweiht und am 26. Juli 1971 zum Nationalen Kulturgut erklärt. Wie die anderen Holzkirchen der Insel Chiloé hat sie einen Giebelreiter aus drei Abschnitten mit einem Zeltdach. Man erreicht die Kirche durch einen Portikus mit Säulen und fünf Bögen. Wie bei den anderen Holzkirchen auf Chiloé ist vom Portikus aus jedes der drei Kirchenschiffe durch eine eigene Tür zu betreten.
- Das Regionalmuseum Museo de las Tradiciones Chonchinas ist in einem repräsentativen Wohnhaus in der Straße Calle Centenario untergebracht. Das Erdgeschoss zeigt Exponate aus der Wohnkultur der Oberschicht vom Beginn des 20. Jahrhunderts, während das Obergeschoss und die dritte Etage den Alltag der unteren Bevölkerungsschicht in Chonchi im 20. Jahrhundert darstellen.
- Sehenswert ist ebenfalls der Friedhof im Westen der Stadt. Auf ihm sind zahlreiche Grabstellen in Form kleiner Holzkirchen aus Schindeln zu sehen.
- Die Festung Fuerte Tauco wurde 1780 an der Bucht Fiordo de Castro errichtet, um den Schifffahrtsweg nach Castro zu sichern.[2] Die Anlage kam allerdings nie als Festung zur Geltung.

## Umgebung
Auf dem Gebiet der Gemeinde Chonchi liegen die Seen Lago Huillinco, Lago Tarahulín, Lago Natri und Lago Tepuhueico sowie der größte Teil des Nationalparks Chiloé.
Huillinco ist ein Dorf am See Lago Huillinco mit 943 Einwohnern (2002), von denen die meisten Huilliche sind, in dem u. a. der Friedhof mit Grabstätten in der Form kleiner Kirchen aus Lärchenholz sehenswert ist.
Cucao ist eine der wenigen Ortschaften an der Westküste der Insel. Es handelt sich um ein Dorf mit 424 Einwohnern (2000) an der Einfahrt in den Nationalpark Chiloé, in dem u. a. ein rund 700 m langer Forstlehrpfad und ein kleines Freilichtmuseumn sehenswert sind.

## Verkehrsverbindungen
Von der 23 km entfernten Provinzhauptstadt Castro ist Chonchi über die gute ausgebaute Nationalstraße 5, auf der mehrmals täglich Busse in beide Richtungen verkehren, zu erreichen. In die zehn zur Gemeinde Chonchi gehörenden Dörfer führen teils Asphalt-, teils Schotterstraßen, die bei jedem Wetter befahrbar sind. Im Süden der Gemeinde Chonchi besteht von dem kleinen Fähranleger Puerto Huichas stündlich eine Verbindung zur Insel Lemuy mit einer Autofähre. Der nächstgelegene Flughafen befindet sich auf dem Festland in Puerto Montt.